# Pterolophia villaris
Pterolophia villaris là một loài bọ cánh cứng trong họ Cerambycidae.